# Hvinningdal
Hvinningdal er en lille bydel i den vestlige del af byen Silkeborg. Der bor ca. 5.000 indbyggere.
Siden 1990'erne har byen været præget af stor byggeaktivitet. Dette inkluderer bl.a. vandrekirken Hvinningdal Kirke, der blev indviet i 1995 og afløst af en ny blivende kirke i 2022. I de seneste år er der udbygget meget i yderdelene af Hvinningdal. Hvinningdal er ved at dække så stort et areal, at det støder sammen med Buskelund.  
Hvor Hvinningdal før lå i yderkanten af Silkeborg, er bydelen 'den dag i dag' i den grad en integreret del af Silkeborg. Der er sket en stor tilvækst af borgere. Området har fået mange nye villakvarterer, som blandt andet huser mange børnefamilier. Dette har medført et øget pres på Hvinningdalskolen, der, som resultat, har været igennem en omfattende udvidelse og modernisering. Således er den i dag som udgangspunkt en tresporet skole mod to spor før i tiden.  
I kølevandet på den markante indbyggertilgang er behovet og ikke mindst muligheden for nærbutikker vokset. Indtil videre har området kunne tiltrække en 365discount, med en central placering på toppen af Eidervej, kun et stenkast fra skolen. 
Hvinningdal området fordeler sig primært omkring de to 'hovedårer' Eidervej og Hvinningdalvej. Hvinningdals 'naboer' er bydelene Balle (nordøst) og Lysbro (syd).   
|  | Denne artikel om lokaliteten Hvinningdal kan blive bedre, hvis der indsættes et (bedre) billede. Du kan hjælpe ved at afsøge Wikimedia Commons for et passende billede eller lægge et op på Wikimedia Commons med en af de tilladte licenser og indsætte det i artiklen. |

56°10′08″N 09°29′45″Ø / 56.16889°N 9.49583°Ø